# Asiatiska mästerskapet i fotboll
Asiatiska mästerskapet i fotboll  eller AFC Asian Cup är en fotbollsturnering för asiatiska herrlandslag som hålls vart fjärde år. Mästerskapet anordnas av det asiatiska fotbollsförbundet AFC.

## Historik
Asiatiska mästerskapet hade premiär 1956 och spelas vart fjärde år. Efter 2004 års turnering beslutade man att flytta på mästerskapet ett år eftersom både olympiska sommarspelen och Europamästerskapet hålls i samma tidsintervall (2004, 2008, 2012 och så vidare) därför spelas turneringen från 2007 vart fjärde år.
2006 inträdde Australien, trots landets geografiska läge i Oceanien, i AFC. Detta möjliggjorde för Australien att istället tävla i Asiatiska mästerskapet, där man 2015 noterades för sin första slutseger i turneringen.

## Resultat
| År   | Värdnation                                      | Final        | Final                       | Final                 | Match om tredjepris          | Match om tredjepris              | Match om tredjepris              |
| År   | Värdnation                                      | Vinnare      | Resultat                    | Tvåa                  | Trea                         | Resultat                         | Fyra                             |
| ---- | ----------------------------------------------- | ------------ | --------------------------- | --------------------- | ---------------------------- | -------------------------------- | -------------------------------- |
| 1956 | Hongkong                                        | Sydkorea     | Gruppspel                   | Israel                | Hongkong                     | Gruppspel                        | Sydvietnam                       |
| 1960 | Sydkorea                                        | Sydkorea     | Gruppspel                   | Israel                | Taiwan                       | Gruppspel                        | Sydvietnam                       |
| 1964 | Israel                                          | Israel       | Gruppspel                   | Indien                | Sydkorea                     | Gruppspel                        | Hongkong                         |
| 1968 | Iran                                            | Iran         | Gruppspel                   | Burma                 | Israel                       | Gruppspel                        | Taiwan                           |
| 1972 | Thailand                                        | Iran         | 00002 – 1 (e.f.)            | Thailand              | Sydkorea                     | 00002 – 2 (e.f.) (5–3 str.)      | Khmerrepubliken                  |
| 1976 | Iran                                            | Iran         | 1 – 0                       | Kuwait                | Kina                         | 1 – 0                            | Irak                             |
| 1980 | Kuwait                                          | Kuwait       | 3 – 0                       | Sydkorea              | Iran                         | 3 – 0                            | Nordkorea                        |
| 1984 | Singapore                                       | Saudiarabien | 2 – 0                       | Kina                  | Kuwait                       | 00001 – 1 (e.f.) (5–3 str.)      | Iran                             |
| 1988 | Qatar                                           | Saudiarabien | 00000 – 0 (e.f.) (4–3 str.) | Sydkorea              | Iran                         | 00000 – 0 (e.f.) (3–0 str.)      | Kina                             |
| 1992 | Japan                                           | Japan        | 1 – 0                       | Saudiarabien          | Kina                         | 00001 – 1 (e.f.) (4–3 str.)      | Förenade arabemiraten            |
| 1996 | Förenade arabemiraten                           | Saudiarabien | 00000 – 0 (e.f.) (4–2 str.) | Förenade arabemiraten | Iran                         | 00001 – 1 (e.f.) (3–2 str.)      | Kuwait                           |
| 2000 | Libanon                                         | Japan        | 1 – 0                       | Saudiarabien          | Sydkorea                     | 1 – 0                            | Kina                             |
| 2004 | Kina                                            | Japan        | 3 – 1                       | Kina                  | Iran                         | 4 – 2                            | Bahrain                          |
| 2007 | 4 nationer Indonesien Malaysia Thailand Vietnam | Irak         | 1 – 0                       | Saudiarabien          | Sydkorea                     | 00000 – 0 (e.f.) (6–5 str.)      | Japan                            |
| 2011 | Qatar                                           | Japan        | 1 – 0                       | Australien            | Sydkorea                     | 3 – 2                            | Uzbekistan                       |
| 2015 | Australien                                      | Australien   | 00002 – 1 (e.f.)            | Sydkorea              | Förenade arabemiraten        | 3 – 2                            | Irak                             |
| 2019 | Förenade arabemiraten                           | Qatar        | 3 – 1                       | Japan                 | Iran · Förenade arabemiraten | Match om tredjepris spelades ej. | Match om tredjepris spelades ej. |
| 2023 | Qatar                                           | Qatar        | 3 – 1                       | Jordanien             | Iran · Sydkorea              | Match om tredjepris spelades ej. | Match om tredjepris spelades ej. |
| 2027 | Saudiarabien                                    |              | –                           |                       |                              | Match om tredjepris spelades ej. | Match om tredjepris spelades ej. |

## Mesta asiatiska mästare
| Vinster  | Nation       | År(tal)                |
| -------- | ------------ | ---------------------- |
| 4 segrar | Japan        | 1992, 2000, 2004, 2011 |
| 3 segrar | Iran         | 1968, 1972, 1976       |
| 3 segrar | Saudiarabien | 1984, 1988, 1996       |
| 2 segrar | Sydkorea     | 1956, 1960             |
| 2 segrar | Qatar        | 2019, 2023             |
| 1 seger  | Irak         | 2007                   |
| 1 seger  | Israel       | 1964                   |
| 1 seger  | Kuwait       | 1980                   |
| 1 seger  | Australien   | 2015                   |

### Fotnoter
1. ↑  ”Australien bäst i Asien i fotboll” (på svenska). Sportbladet. 31 januari 2015. https://www.aftonbladet.se/senastenytt/ttsport/sport/a/7lj8MK/australien-bast-i-asien-i-fotboll. Läst 6 februari 2019.